# Визит вежливости (фильм)
«Визит вежливости» — советский двухсерийный художественный фильм 1972 года режиссёра Юлия Райзмана.

## Сюжет
Советский учебный военный корабль заходит с визитом вежливости в итальянский порт. Моряки отправляются на экскурсию в древний город Помпеи в сопровождении девушки-гида Лючии. Образ Помпеи и образ Лючии оставляют в душе офицера корабля Глебова глубокий след. Вернувшись домой, он неожиданно для себя пишет пьесу, в которой оживают древние обитатели некогда цветущего города, разрушенного стихией в начале I века.

Действие фильма идёт по параллельно развивающимся и на первый взгляд не взаимодействующим линиям. Одна рассказ о событиях, в наши дни происходящих с морским офицером Глебовым во время и после «визита вежливости» советских военных кораблей в Италию. Вторая история переносит нас в Помпеи времен Тита Флавия. Формальная связь между двумя пластами фильма обозначена: Глебов пишет пьесу о гибели печально знаменитого города, о трагической неспособности его жителей распознать и предупредить грозящую им опасность. Пьеса эта — неумелая, юношески наивная, но искренняя попытка сказать о тяжелом бремени ответственности перед будущим, которое лежит в наши дни на каждом. Тему причастности человека к судьбам планеты авторы фильма стремятся раскрыть через душу героя, через его внутренний мир.— Советское кино, 70-е годы: основные тенденции развития / Владимир Баскаков, Сергей Дробашенко. — М.: Искусство, 1984. — 341 с. — стр. 35

## В ролях
В главных ролях:
- Борис Гусаков — Андрей Глебов, капитан-лейтенант советского ракетного крейсера, писатель.
- Любовь Альбицкая — Лючия, итальянская девушка, гид / Лючия, рабыня из Древнего Рима

В остальных ролях:
- Леонид Тарабаринов — командир корабля
- Владимир Носик — Казицкий, военный моряк
- Алла Демидова — Нина Сергеевна, актриса театра
- Алексей Эйбоженко — Виктор Александрович, режиссер театра
- Борис Химичев — Веселовский, актер театра
- Людмила Селянская — Римма Михайловна, завлит театра
- Владислав Стржельчик — префект Помпеи
- Александр Вокач — Пансо, знатный житель древней Помпеи
- Олег Шкловский — Валерий, сын префекта Помпеи
- Роман Филиппов — Пансо-младший, житель древней Помпеи
- Феликс Яворский — адмирал
- Вадим Грачёв — Сабинин, морской офицер
- Владимир Колчин — актер театра
- Евгения Уралова — официантка ресторана, знакомая Андрея Глебова
- Александр Козубский — Февроний, раб в древних Помпеях
- Валентина Шендрикова — Лара, подруга Казицкого
- Иван Соловьёв — мудрец на берегу моря древней Помпеи
- Игорь Безяев — житель древней Помпеи
- Юрий Киреев — актер театра
- Николай Горлов — раб в харчевне
- Виктор Борцов — морской офицер
- Владимир Маслацов — харчевник
- Александр Градский — эпизод
- Николай Маруфов — эпизод
- Олег Мокшанцев — эпизод
- Сергей Харченко — эпизод
- Иван Каширин — эпизод

## Критика
Удачей фильма стал образ главной героини Лучии — итальянской девушки-гида и одновременно рабыни из прошлого, полюбившей чужака, но пожертвовавшей любовью ради спасения людей:

Кто она, эта красивая, стройная, немного усталая девушка с прекрасным, звучным голосом! О чём она думает, как живет? Всегда окруженная шумной толпой туристов и всё-таки одинокая, знающая цену юмору и печальная. Думается, Любовь Альбицкая, создавшая в «Визите вежливости» образ, овеянный загадочностью, сыгранный с пронзительным лиризмом, одно из актерских «открытий» Райзмана.— Советский экран, 1973
Главную роль Лючии — итальянской девушки — сыграла начинающая провинциальная актриса Любовь Альбицкая, при поиске актрисы на роль было просмотрено много кандидаток, но помощник режиссёра увидел актрису во время гастролей Куйбышевского театра в Ленинграде и буквально притащил её к режиссёру:

Сделали пробы и удивились, как гармонично смотрелась провинциальная актриса в роли девушки, которая родилась и жила в Италии! Кроме того, Любовь в фильме говорит много по-итальянски. Позанимавшись с педагогом, она без труда заучивала тексты. Любовь Альбицкая так живо и темпераментно переводила диалоги, что и мысли не возникало, что она не итальянка! Зрители были уверены, что в фильме снялась итальянская актриса.
— Легендарные актеры. Любовь Альбицкая // ГТРК. Самара, 30 июля 2021

## Рецензии
- Инна Соловьева — Глазами Андрея Глебова (О худож. фильме «Визит вежливости») // Искусство кино, № 8, 1973. — с. 65-77